# Mucuna platyplekta
Mucuna platyplekta är en ärtväxtart som beskrevs av Eduardo Quisumbing y Argüelles och Elmer Drew Merrill. Mucuna platyplekta ingår i släktet Mucuna och familjen ärtväxter. Inga underarter finns listade i Catalogue of Life.